# Pradons
Pradons (en francès Pradons) és un municipi francès situat al departament de l'Ardecha i a la regió d'Alvèrnia-Roine-Alps. L'any 2007 tenia 412 habitants.

## Demografia

### Població
El 2007 la població de fet de Pradons era de 412 persones. Hi havia 185 famílies de les quals 62 eren unipersonals (25 homes vivint sols i 37 dones vivint soles), 57 parelles sense fills, 41 parelles amb fills i 25 famílies monoparentals amb fills.
La població ha evolucionat segons el següent gràfic:
Habitants censats

### Habitatges
El 2007 hi havia 326 habitatges, 193 eren l'habitatge principal de la família, 128 eren segones residències i 5 estaven desocupats. 223 eren cases i 45 eren apartaments. Dels 193 habitatges principals, 145 estaven ocupats pels seus propietaris, 43 estaven llogats i ocupats pels llogaters i 5 estaven cedits a títol gratuït; 10 tenien dues cambres, 50 en tenien tres, 71 en tenien quatre i 62 en tenien cinc o més. 143 habitatges disposaven pel capbaix d'una plaça de pàrquing. A 107 habitatges hi havia un automòbil i a 74 n'hi havia dos o més.

### Piràmide de població
La piràmide de població per edats i sexe el 2009 era:
| Homes | Edats   | Dones |
| ----- | ------- | ----- |
| 0     | 95 o +  | 0     |
| 0     | 90 a 94 | 0     |
| 0     | 85 a 89 | 4     |
| 4     | 80 a 84 | 0     |
| 4     | 75 a 79 | 8     |
| 16    | 70 a 74 | 12    |
| 20    | 65 a 69 | 20    |
| 4     | 60 a 64 | 12    |
| 4     | 55 a 59 | 0     |
| 16    | 50 a 54 | 16    |
| 12    | 45 a 49 | 4     |
| 4     | 40 a 44 | 16    |
| 8     | 35 a 39 | 20    |
| 8     | 30 a 34 | 0     |
| 12    | 25 a 29 | 8     |
| 8     | 20 a 24 | 0     |
| 16    | 15 a 19 | 12    |
| 0     | 10 a 14 | 12    |
| 16    | 5 a 9   | 4     |
| 0     | 0 a 4   | 0     |

## Economia
El 2007 la població en edat de treballar era de 233 persones, 155 eren actives i 78 eren inactives. De les 155 persones actives 133 estaven ocupades (70 homes i 63 dones) i 22 estaven aturades (9 homes i 13 dones). De les 78 persones inactives 44 estaven jubilades, 11 estaven estudiant i 23 estaven classificades com a «altres inactius».

### Ingressos
El 2009 a Pradons hi havia 181 unitats fiscals que integraven 419 persones, la mediana anual d'ingressos fiscals per persona era de 16.486 €.

### Activitats econòmiques
Dels 24 establiments que hi havia el 2007, 1 era d'una empresa alimentària, 5 d'empreses de construcció, 4 d'empreses de comerç i reparació d'automòbils, 7 d'empreses d'hostatgeria i restauració, 1 d'una empresa d'informació i comunicació, 3 d'empreses immobiliàries, 1 d'una empresa de serveis i 2 d'empreses classificades com a «altres activitats de serveis».
Dels 9 establiments de servei als particulars que hi havia el 2009, 1 era un taller de reparació d'automòbils i de material agrícola, 2 fusteries, 2 lampisteries, 1 electricista, 1 perruqueria i 2 restaurants.
Dels 2 establiments comercials que hi havia el 2009, 1 era una gran superfície de material de bricolatge i 1 una botiga de menys de 120 m².
L'any 2000 a Pradons hi havia 6 explotacions agrícoles.

## Poblacions més properes
El següent diagrama mostra les poblacions més properes.